# Лашас, Владас Лауринасович
Владас Лауринасович Лашас (13 января 1892, Паупе Ракишской волости, Российская Империя — 2 января 1966, Каунас Литовская ССР) — советский и литовский физиолог, академик АН Литовской ССР (1942—1966), член-корреспондент АМН СССР (1950—1972), академик-секретарь отделения естественных наук АН Литовской ССР.

## Биография
Родился Владас Лашас 13 января 1892 года в деревне Паупе. Вначале учился в начальной школе в Паупе, затем с 1902 года по 1910 год учился в Петербурге. В 1910 году поступил на биологический факультет СпбГУ, однако решил вернуться обратно на родину и продолжить обучение там — в 1915 году он поступил на медицинский факультет Юрьевского университета, но взял академический отпуск из-за того, что он решил практиковаться военным врачом. С 1917 по 1918 год продолжил обучение в Юрьевском университете и его окончил. С 1918 по 1920 год в связи с кризисом в Латвии Владас Лауринасович работал на двух работах, чтобы прокормить своих родителей и занимал должности врача и продавца. С 1922 года становится профессором кафедры физиологии Литовского университета (с 1930 года Университет Витовта Великого, в 1946—1950 годах Каунасский университет), был деканом медицинского факультета (1924—1940, 1944—1946), проректором (1940—1941). В 1951—1966 годах преподавал в Каунасском медицинском институте, возглавлял кафедру физиологии.

### Политическая карьера
В 1912 году Валдас Лашас участвовал в конференции политической партии литовских демократов. После войны состоял в партии Союз крестьян Литвы и её преемнице Народном союзе крестьян Литвы. Избирался в Учредительный сейм Литвы (1920—1923).

### Первая мировая война
В годы Первой Мировой войны Владас Лашас занимал должность военного врача в Российской Империи.

### Смерть
Скончался Владас Лашас 2 января 1966 года в Каунасе, не дожив всего 11 дней до своего 74-летия. Похоронен на Пятрашюнском кладбище.

## Научные работы
Основные научные работы посвящены вопросам общей физиологии, физиологии питания, физиологии мышц, физиологии нервной системы, физиологии крови и кровообращения.
- Исследовал анафилаксию и анафилактический шок.